# Mistrzostwa ASEAN 2008
AFF Suzuki Cup 2008 jest to 7 edycja tego turnieju, który wcześniej rozgrywany był pod nazwami Puchar Tygrysa oraz ASEAN Football Championship. Rozgrywany był w dniach 5 - 28 grudnia 2008. Uczestniczyło w nim 8 azjatyckich reprezentacji.

## Zespoły

### Zakwalifikowane automatycznie
- Birma (6. miejsce ASEAN Football Championship 2007)
- Indonezja (gospodarz)
- Malezja (3. miejsce ASEAN Football Championship 2007)
- Singapur (1. miejsce ASEAN Football Championship 2007)
- Tajlandia (gospodarz)
- Wietnam (3. miejsce ASEAN Football Championship 2007)

### Drużyny z eliminacji
- Kambodża
- Laos

## Wyniki

### Faza grupowa

#### Grupa A
| Reprezentacja | Pkt | M | W | R | P | Br+ | Br- | +/- |
| ------------- | --- | - | - | - | - | --- | --- | --- |
| Singapur      | 9   | 3 | 3 | 0 | 0 | 10  | 1   | +9  |
| Indonezja     | 6   | 3 | 2 | 0 | 1 | 7   | 2   | +5  |
| Birma         | 3   | 3 | 1 | 0 | 2 | 4   | 8   | -4  |
| Kambodża      | 0   | 3 | 0 | 0 | 3 | 2   | 12  | -10 |

| 5 grudnia 2008 | Singapur · Agu Casmir 44', 73' · Mustafic Fahrudin 61' (k) · Indra Sahdan Daud 71' · Mohd Noh Alam Shah 89' | 5:01:0 | Kambodża | Stadion Gelora Bung Karno, Jakarta |
|                | |        |          |                                    |

| 5 grudnia 2008 | Indonezja · Budi Sudarsono 24' · Firman Utina 28' · Bambang Pamungkas 64' | 3:02:0 | Birma | Stadion Gelora Bung Karno, Jakarta |
|                |                                                                           |        |       |                                    |

| 7 grudnia 2008 | Singapur · Noh Alam Shah 1' · Agu Casmir 16', 74' | 3:12:1 | Birma · 28' Myo Min Tun | Stadion Gelora Bung Karno, Jakarta |
|                |                                                   |        |                         |                                    |

| 7 grudnia 2008 | Kambodża | 0:40:1 | Indonezja · 15', 54', 70' Budi Sudarsono · 76' Bambang Pamungkas | Stadion Gelora Bung Karno, Jakarta |
|                |          |        |                                                                  |                                    |

| 9 grudnia 2008 | Birma · Moe Win 29' · Yazar Win Thein 35' · Myo Min Tun 85' | 3:22:1 | Kambodża · 40' Kouch Sokumpheak · 77' Khim Borey | Si Jalak Harupat Stadium, Bandung |
|                |                                                             |        |                                                  |                                   |

| 9 grudnia 2008 | Indonezja | 0:20:1 | Singapur · 3' Baihakki Khaizan · 50' Shi Jiayi | Stadion Gelora Bung Karno, Jakarta |
|                |           |        |                                                |                                    |

#### Group B
| Reprezentacja | Pkt | M | W | R | P | Br+ | Br- | +/- |
| ------------- | --- | - | - | - | - | --- | --- | --- |
| Tajlandia     | 9   | 3 | 3 | 0 | 0 | 11  | 0   | +11 |
| Wietnam       | 6   | 3 | 2 | 1 | 0 | 7   | 4   | +3  |
| Malezja       | 3   | 3 | 1 | 0 | 2 | 5   | 6   | -1  |
| Laos          | 0   | 3 | 0 | 0 | 3 | 0   | 13  | -13 |

| 6 grudnia 2008 | Malezja · Mohd Safee Mohd Sali 63', 87' · Indra Putra Mahayuddin 73' | 3:00:0 | Laos | Stadion Surakul, Phuket |
|                |                                                                      |        |      |                         |

| 6 grudnia 2008 | Tajlandia · Sutee Suksomkit 34' · Suchao Nuchnum 45+4' | 2:0 | Wietnam | Stadion Surakul, Phuket |
|                |                                                        |     |         |                         |

| 8 grudnia 2008 | Malezja · Indra Putra Mahayuddin 20', 85' | 2:31:1 | Wietnam · 17' Phạm Thành Lương · 73', 88' Nguyễn Vũ Phong | Stadion Surakul, Phuket |
|                |                                           |        |                                                           |                         |

| 8 grudnia 2008 | Laos | 0:60:3 | Tajlandia · 19' Ronnachai Rangsiyo · 30' Patiparn Phetphun · 40', 52' Arthit Sunthornpit · 79', 89' Anon Sangsanoi | Stadion Surakul, Phuket |
|                |      |        | |                         |

| 10 grudnia 2008 | Tajlandia · Stadion Surakul 23' · Teerasil Dangda 46', 76' | 3:01:0 | Malezja | Surakul Stadium, Phuket |
|                 |                                                            |        |         |                         |

| 10 grudnia 2008 | Wietnam · Nguyễn Việt Thắng 49' · Phạm Thành Lương 63' · Huỳnh Quang Thanh 66' · Phan Thanh Bình 81' | 4:00:0 | Laos | Stadion Surakul, Phuket |
|                 | |        |      |                         |

### Faza pucharowa

#### Półfinały

##### Pierwsze mecze
| 16 grudnia 2008 | Indonezja | 0:1 | Tajlandia · 6' Teerasil Dangda | Stadion Gelora Bung Karno, Jakarta |
|                 |           |     |                                |                                    |

| 17 grudnia 2008 | Wietnam | 0:0 | Singapur | Stadion Narodowy Mỹ Đình, Hanoi |
|                 |         |     |          |                                 |

##### Rewanże
| 20 grudnia 2008 | Tajlandia · Teeratep Winothai 73' · Ronnachai Rangsiyo 89' | 2:10:1 | Indonezja · 9' Nova Arianto | Stadion Narodowy Rajamangala, Bangkok |
|                 |                                                            |        |                             |                                       |

Tajlandia wygrała 3-1
| 21 grudnia 2008 | Singapur | 0:10:0 | Wietnam · 74' Nguyễn Quang Hải | Stadion Narodowy, Singapur |
|                 |          |        |                                |                            |

Wietnam wygrał 1-0

#### Finał

##### Pierwszy mecz
| 24 grudnia 2008 | Tajlandia · Ronnachai Rangsiyo 75' | 1:20:2 | Wietnam · 40' Nguyễn Vũ Phong · 42' Lê Công Vinh | Stadion Narodowy Rajamangala, Bangkok |
|                 |                                    |        |                                                  |                                       |

##### Rewanż
| 28 grudnia 2008 | Wietnam · Lê Công Vinh 90+3' | 1:10:1 | Tajlandia · 21' Teerasil Dangda | Stadion Narodowy Mỹ Đình, Hanoi |
|                 |                              |        |                                 |                                 |

Wietnam wygrał 3-2
| AFF Suzuki Cup 2008 |
| ------------------- |
| WIETNAM 1. TYTUŁ    |

## Nagrody
| MVP            | Złoty But                                 |
| -------------- | ----------------------------------------- |
| Dương Hồng Sơn | Agu Casmir Budi Sudarsono Teerasil Dangda |

## Strzelcy
| Bramki | Strzelcy        |
| ------ | --------------- |
| 4      | Noh Alam Shah   |
| 4      | Budi Sudarsono  |
| 4      | Teerasil Dangda |
| 3      | 3 zawodników    |
| 2      | 9 zawodników    |
| 1      | 17 zawodników   |